# Afourar
Afourar (auch Afourer; arabisch افورار, Zentralatlas-Tamazight ⴰⴼⵓⵔⴰⵔ) ist mit ca. 13.000 Einwohnern der drittgrößte Ort in der Provinz Azilal in der Region Béni Mellal-Khénifra, Marokko.

## Lage
Afourar liegt am Übergang der nördlichen Ausläufer des Mittleren Atlas zur Tadla-Ebene in einer Höhe von ca.515 m. Die Kleinstadt ist etwa 60 km (Fahrtstrecke) in nördlicher Richtung von der Provinzhauptstadt Azilal entfernt. Die Hauptstadt der Nachbarprovinz Beni Mellal liegt etwa 30 km nordöstlich. Das Klima ist gemäßigt; der jährliche Niederschlag (ca. 660 mm/Jahr) fällt nahezu ausschließlich im Winterhalbjahr.

## Bevölkerung
| Jahr      | 1994  | 2004   | 2014   |
| Einwohner | k. A. | 11.898 | 13.185 |

Die Bevölkerung besteht zu über 90 % aus Angehörigen verschiedener Berberstämme aus den Bergen des Mittleren und Hohen Atlas. Sie hat sich aufgrund der klimatisch und soziokulturell bedingten Landflucht seit den 1960er Jahren mehr als verdoppelt.

## Wirtschaft

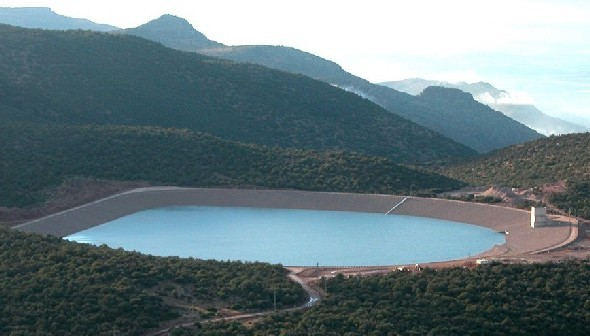
Oberer Speichersee

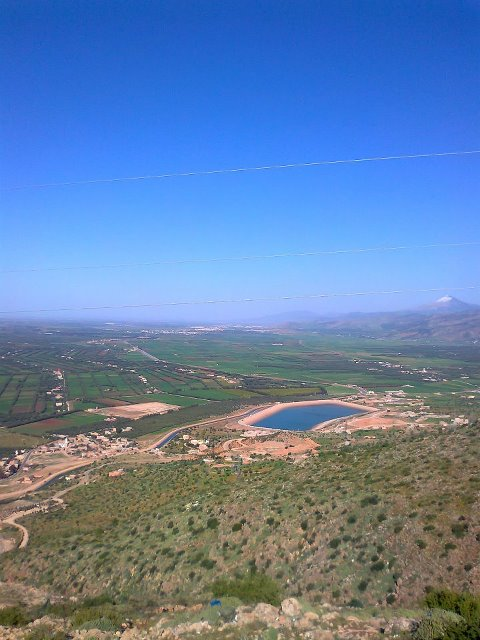
Unterer Speichersee

Stand früher die Landwirtschaft im Zentrum der wirtschaftlichen Aktivitäten, so spielen in den letzten Jahrzehnten Handwerk, Kleinhandel und Transport zentrale Rollen im Wirtschaftsleben der Stadt. Viele Männer arbeiten auch in den Städten des Nordens oder in Europa und tragen mit ihren Geldtransferzahlungen zum Überleben ihrer Familien bei.
Pumpspeicherkraftwerk
In den Bergen südlich von Afourar wurde mit finanzieller Hilfe des Arab Fund for Economic & Social Development in den Jahren 2001 bis 2004 das erste Pumpspeicherkraftwerk Marokkos fertiggestellt, dessen Wasser dem Aït Ouarda-Stausee entnommen wird. Der obere Speichersee liegt in 1280 m Höhe und hat eine Kapazität von 1,26 Millionen Kubikmetern; der untere Speichersee ist nur 480 m hoch gelegen und kann dieselbe Wassermenge aufnehmen. Zwei Turbinen erzeugen maximal 465 MW Strom.

## Geschichte
Informationen zur Geschichte der Kleinstadt liegen – wie nahezu bei allen Berbersiedlungen – nicht vor.

## Sehenswürdigkeiten
Die Stadt verfügt über keinerlei bedeutende Sehenswürdigkeiten.